# Veres János (költő)
Veres János (eredeti teljes neve: Vörös Zoltán János; Tornalja, 1930. február 28. – Rimaszombat, 1999. augusztus 5.) költő, író, műfordító, helytörténész.

## Pályafutása
Az általános iskolát Tornalján végezte, majd 1940-től a jászóvári premontrei kanonokrend Takács Menyhért Gimnáziumában tanult, ahol a szemináriumban lakott. Miután szüleivel 11 éves korában Rimaszombatra költöztek, a helyei Egyesült Protestáns Gimnáziumban folytatta tanulmányait. Amikor az ötödik osztályt kezdte, a háborús események miatt az iskolát bezárták, így csupán az első négy osztályból szerezte meg bizonyítványát. 
Már diákként foglalkozott versírással. 1949-ben tüdőbajt kapott, ezért nem tudta letenni az érettségi vizsgát, később érettségizett magántanulóként. A Magas-Tátrába vitték gyógykezelésre. Megismerkedett Fábry Zoltánnal, ő fedezte fel költői tehetségét. A szanatóriumban folytatta a tanulást, sokat olvasott. 
1957-ben lett munkaképes. A rimaszombati kórház hivatalnokaként kezdett dolgozni, majd az Új Szóhoz került, ahol külső riporterként dolgozott. 1962-ben megalapította a rimaszombati Tompa Mihály Klubot, majd létrehozta és évekig vezette Mács Zoltánnal és Horváth Júliával közösen a Fáklya Irodalmi Színpadot. 
1966-tól 1970-ig a rimaszombati Járási Művelődési Ház szakelőadója és népművelőjeként dolgozott. A Szlovákiai Magyar Írók Társaságának is tagja volt, valamint 1968-69-ben a Csemadok járási elnökségének tagja és a népművelési szakbizottság titkára. A gömöri magyarság jogaiért kiállt, emiatt meghurcolták. 
1970-ben súlyosan megbetegedett. majd a kórházi kezelése után rokkantnyugdíjasnak nyilvánították. A hatalom nem engedte, hogy publikálhasson, 1989 után rehabilitálta a Járási Hivatal. A salgótarjáni Palócföld című folyóiratban jelenhettek meg versei és műfordításai. Barátságban állt Ján Smrekkel, s számos szlovák író és költő műveit fordította le magyar nyelvre.

## Családja
Szülei Vörös Cirill István fogtechnikus és Lemák Etelka háztartásbeli. Felesége Vörösné Habán Ilona tanárnő, akivel 1959. december 19-én kötött házasságot. Fia Attila agrármérnök, szerkesztő, Csemadok tv titkára, cserkészparancsnok, a TMK elnöke. Unokái Előd János és Ádám Ákos operatőrök.

## Díjak, elismerések
- Csemadok-díj
- Blaha Lujza Plakett
- Madách-díj (1990) költői munkásságáért, műfordításaiért, a magyar-szlovák kulturális kapcsolatok gyarapításáért
- Pro Gömör díj (1997)

## Művei
- Három fiatal költő. Török Elemér, Ozsvald Árpád, Veres János versei; Magyar Kiadó, Bratislava, 1954
- Ifjú szívem szerelmével (1955)
- Tüzek és virágok (1961)
- Földrengés után (1966)
- Fehér szarvas (1967)
- Homokvirág (1972)
- Mikrovilág (1979)
- Életút (1989)
- Széttekintés a rimaszombati járásban. Honismereti kislexikon; Tompa Mihály Klub–Tompa Mihály Emlékbizottság–Herman Ottó Múzeum, Rimaszombat–Kelemér-Gömörszőlős–Miskolc, 1992 (Gömöri műhely)
- Jéghegy (1998)
- Fekete május. Versek, 1947–1951; posztumusz kiad.; Madách-Posonium, Pozsony, 2006
- A basa sípja; Tompa Mihály Gömöri Kulturális Egyesület, Gömörszőlős, 2013 (Alkotók és alkotások); színdarab, ősbemutatója 1998-ban Putnokon volt.